# برص قطارة
برص قطارة (باللاتينية: Tarentola mindiae) (بالإنجليزية: Qattara Gecko)‏ ، هو نوع ينتمي إلى (فصيلة: Phyllodactylidae) .

## روابط خارجية
- زواحف المملكة العربية السعودية
- الزواحف والبرمائيات في مصر
- التنوع البيولوجي في مصر
- الحياة البرية في الإمارات
- التنوع الحيوي بالسلطنة
- دليل الحياة البرية في تونس
- متحف الزواحف في كلية علوم دمياط